# Marcel Aubour
Marcel Aubour (17 de juny de 1940) és un exfutbolista francès. Va formar part de l'equip francès a la Copa del Món de 1966.